# 赛恩蒂亚
赛恩蒂亚（Sainthia），是印度西孟加拉邦比尔宾县的一个城镇。总人口39244（2001年）。

## 人口
该地2001年总人口39244人，其中男性20113人，女性19131人；0—6岁人口4320人，其中男2180人，女2140人；识字率65.94%，其中男性为72.85%，女性为58.67%。